# Хобо, Чарлз Оуэн
Чарлз О́уэн Хо́бо (англ. Charles 'Scorch' Owen Hobaugh; род. 1961) — астронавт НАСА. Совершил три космических полёта на шаттлах: STS-104 (2001, «Атлантис»), STS-118 (2007, «Индевор») и STS-129 (2009, «Атлантис»), полковник КМП США.

## Личные данные и образование
Чарлз Хобо родился 5 ноября 1961 года в городе Бар-Харбор (штат Мэн). В 1980 году окончил среднюю школу в Норт-Риджвилле (штат Огайо). В 1984 году получил степень бакалавра наук в области аэрокосмической техники в Академии ВВС США, в городе Колорадо-Спрингс (штат Колорадо). С января 1993 года по август 1994 год проходил обучение в Космическом институте при Университете Теннесси.
Женат на Коринне Линн Леаман, она из города Восточный Петербург (штат Пенсильвания), у них четверо детей. Его увлечения: тяжелая атлетика, волейбол, катание на лодках, водные лыжи, зимние лыжи, футбол, езда на велосипеде, бег, гребля, триатлон. Его родители, Джимми и Вирджиния Хобо, проживают в городе Сент-Мария (штат Мичиган).

## До НАСА
В мае 1984 года Хобо закончил Военно-морскую Академию США и был распределён в Корпус морской пехоты США. К декабрю 1984 года окончил базовую школу морской пехоты. После шести месяцев военно-морской практики, в феврале 1987 года стал военно-морским лётчиком. Затем он был распределён в эскадрилью для первоначального обучения на самолёте AV-8B Harrier. После завершения этой подготовки, был распределён в морскую штурмовую эскадрилью, служил в западной части Тихого океана на авиабазе «Ивакуни», Япония. Служил на борту авианосца «Ниссау», выполнял боевые задачи в Персидском заливе во время Войны в Персидском заливе. В июне 1991 года Хобо был направлен на годичное обучение на лётчика-испытателя в Военно-морское училище. После окончания, был направлен на испытания модернизированного ударного самолёта AV-8B, летал на А-7 Corsair. В июле 1994 года его вернули в Военно-морское училище лётчиков-испытателей в качестве инструктора, где он летал на самолётах F/A-18 Hornet, Т-2, U-6A и на планёрах. Здесь он узнал о приглашении в НАСА. Имеет налёт более 3 000 часов на более чем 40 различных типах самолетов и более 200 посадок на палубы авианосцев.

## Подготовка к космическим полётам
1 мая 1996 года был зачислен в отряд НАСА в составе шестнадцатого набора, кандидатом в астронавты. Стал проходить обучение по курсу Общекосмической подготовки (ОКП). По окончании курса, в 1998 году получил квалификацию «пилота корабля» и назначение в Офис астронавтов НАСА. Работал в лаборатории электронного оборудования шаттла, занимался улучшением оборудованием кабины шаттла. Хобо был оператором связи во время трагедии при приземлении шаттла «Колумбия» STS-107, это его голос мы слышим несколько раз: «Колумбия, ответьте Хьюстону.» («Columbia, Houston. UHF Comm Check»).

## Полёты в космос
- Первый полёт — STS-104[3], шаттл «Атлантис». C 12 по 25 июля 2001 года в качестве «пилота корабля». Основной задачей STS-104 была доставка на станцию (10-й полёт шаттла к МКС[4]) шлюзового модуля «Квест» и различные грузы (расходуемые материалы, запас воды, научное оборудование). Во время полёта STS-104 было осуществлено три выхода в открытый космос. Все три совершены астронавтами Майклом Гернхардтом и Джеймсом Райли[5]. 15 июля c 3:10 до 9:09 (UTC), длительность 5 часов 59 минут. Перенос (с помощью манипулятора Канадарм2) и установка шлюзовой камеры «Квест» на стыковочный узел модуля «Юнити». 18 июля c 3:04 (старт планировался на 02:09, но из-за сбоя компьютерной системы на американском сегменте (отказ жесткого диска основного управляющего компьютера C&C № 3) в 22:45 17 июля, был начат позднее) до 9:33 (UTC), длительность 6 часов 29 минут. Установка на шлюзовую камеру трёх газовых баллонов. 21 июля c 4:35 до 8:37 (UTC), длительность 4 часа 2 минуты. Установка последнего (четвёртого) баллона, проверка. Продолжительность полёта составила 12 суток 18 часов 35 минут[6].

- Второй полёт — STS-118[7], шаттл «Индевор». C 8 по 21 августа 2007 года, в качестве «командира корабля». Цель полёта — продолжение строительства Международной космической станции и доставка материалов и оборудования для продолжения работы долговременного экипажа станции. Это 22-й полёт шаттла по программе МКС. Это был первый полёт шаттла «Индевор» после модернизации. Последний полёт шаттла «Индевор» состоялся почти пять лет назад, в ноябре 2002 года. В случае аварийной ситуации, при которой «Индевор» был бы повреждён при старте и его безопасное возвращения на Землю было бы невозможно, экипаж оставался бы на МКС и дожидался спасательной экспедиции (STS-320), которая отправилась бы на шаттле «Дискавери». Доставка и монтаж сегмента S5 ферменной конструкции МКС, замена вышедшего из строя гироскопа ориентации станции, доставка на МКС материалов и оборудования. Барбара Морган — первый учитель в космосе. В 1986 году она была отобрана для участия в программе НАСА — «Учитель в космосе». Первым учителем в космосе должна была стать Криста Маколифф (Christa McAuliffe), но она погибла в катастрофе «Челленджера» 28 января 1986 года. Барбара Морган была дублёром Кристы Маколифф. После гибели «Челленджера» НАСА отказалась от программы «Учитель в космосе». Барбара Морган поставила своей целью осуществить полёт Кристы Маколифф. Она осталась в НАСА и стала астронавтом НАСА. Во время своего предстоящего полёта она намерена провести несколько уроков из космоса, тех уроков, которые должна была провести Криста Мак-Олифф двадцать лет назад. Продолжительность полёта составила 12 суток 17 часов 56 минут[8].

- Третий полёт — STS-129[9], шаттл «Атлантис». C 16 по 27 ноября 2009 года, в качестве «командира корабля». Миссия STS-129 — это первая из таких заключительных миссий шаттлов, задача которых состоит в доставке на станцию габаритных и ответственных запасных узлов и устройств. К таким устройствам относятся, в частности, гироскопы ориентации и баки систем охлаждения станции. Полезные грузы, которые доставляются шаттлом на станцию, закреплены на двух экспериментально-транспортных платформах (ExPRESS Logistics Carrier, ELC-1, ELC-2), которые были размещены в грузовом отсеке шаттла. На станцию доставлены два гироскопа ориентации, бак высокого давления с кислородом для шлюзового модуля, баки с азотом и аммиаком и насос для системы охлаждения станции. Среди полезных грузов также запасные части для робота-манипулятора и манипулятора «Декстре», запасные силовые кабели для транспортной тележки, устройство для зарядки и разрядки аккумуляторов солнечных батарей, устройство защиты станции от возможных электрических разрядов между станцией и верхними слоями атмосферы Земли. Запасной комплект антенны S-диапазона, комплект оборудования для любительской радиосвязи и оборудования для слежения за кораблями, находящимися в открытом море. Во время запланированных выходов в открытый космос, две экспериментально-транспортные платформы были закреплены на специально предназначенных для них местах на сегментах S3 и P3 ферменной конструкции станции. Приборы, которые расположены на экспериментально-транспортных платформах подсоединены к силовым и информационным цепям МКС. В общей сложности вес грузов доставленных на МКС составил около 14 тонн. Продолжительность полёта составила 10 суток 19 часов 16 минут[10].

Общая продолжительность полётов в космос — 36 дней 7 часов 47 минут.

## После полётов
23 сентября 2011 года ушёл из отряда астронавтов и уволился из НАСА. В 2011 году занялся бизнесом в компании FedEx.

## Награды и премии
Награждён: Медаль «За космический полёт» (2001, 2007 и 2009), Воздушная медаль (США), Медаль «За достижения» и многие другие.